# Полесских, Михаил Романович
Михаил Романович Полесских (15 сентября 1908, Вятская губерния — 29 февраля 1992, Кострома) — советский археолог, краевед, педагог, заслуженный работник культуры РСФСР и научный сотрудник Пензенского краеведческого музея, исследователь нескольких сотен археологических памятников разных исторических эпох на территории Поволжья.
Внёс наибольший вклад в изучение древнемордовской археологии и истории, благодаря исследованию таких памятников как Селиксенские (Старший и Младший), Селикса-Трофимовский, Алферьевский, Тезиковский, Степановский, Армиевский могильники и другие.

## Биография
Родился 15 сентября 1908 года в селе Зяногурт Тыловайской волости Вятской губернии (ныне — Республика Удмуртия).
В 1929 году поступает в Ленинградский педагогический институт по специальности «психология и педагогика».
С 1936 по 1937 годы работает в Иркутске директором Педагогического техникума, а в 1940 году поступает на исторический факультет Иркутского педагогического института. В 1947 году Полесских становится сотрудником Иркутского краеведческого музея на должности заведующего отделом истории и науки.
С 1950 года работает в Пензенском краеведческом музее, исполняя должность заместителя директора по науке, затем — научного сотрудника отдела истории и заведующего отделом дореволюционного прошлого; преподаёт также археологию в Пензенском педагогическом институте. Руководит многочисленными археологическими экспедициями и разведками при участии специалистов и студентов вузов.
В 1979 году Михаил Романович уходит на пенсию и уезжает в Кострому, где он скончался 29 февраля 1992 года.

## Научная деятельность
Объектами исследований М. Р. Полесских были стоянки, грунтовые могильники и курганы, селища и городища, охватывающие период от каменного века до позднего средневековья. Он открыл более сотни археологических памятников на территории Поволжья, исследовал известные селища и городища — Екатериновское, Фелицатовское, Золоторевское, Ахунское I, Ахунское II, Тезико-михайловский археологический комплекс, а также выявил и реконструировал места и время образования этносов мокшан и буртасов.
Учёный начал деятельность с изучения раскопок курганов бронзового века; впоследствии перешёл к исследованию археологических памятников древнемордовской культуры. Результатом работы стали выделенные им типология и хронология мордвы, где все исследованные могильники он разделил на несколько этапов: селиксенский III—IV вв., ражкинский или селикса-трофимовский IV—V вв., армиевский VI—VII вв., поздний армиевский VII — начало VIII вв.; каждому такому этапу соответствовала определенная стадия формирования мордовского народа. Полесских считал, что культура древней мокши сформировалась благодаря полному слиянию поздних племен городецкой культуры в VI веке н. э. с селиксенским населением. Опираясь на материалы пензенских могильников, он раскрывает дальнейшую историю мордвы в системе общепринятой периодизации: I — лядинский этап VIII—IX вв., II — домонгольский XII—XIII вв., III — золотоордынский XIII—XV вв. Освещая тему образования культуры древних народов мокша и эрзя, Полесских использовал термины — протомокша, под которыми им подразумевались могильники селиксенского типа, и протоэрзя — могильники кошибеевского типа. К мокше он относил погребальные памятники армиевского типа, к эрзе — типа Кузьминского и Борковского могильников.
Археолог активно участвовал в работе местных и всесоюзных конференций, делясь исследованиями и гипотезами, большинство из которых нашли свое подтверждение в научной среде. Михаил Романович Полесских является составителем «Археологической карты Пензенской области» за 1970 год, автором статей и книг, ссылки на которые используют в своих трудах известные археологи, журналисты, историки, палеонтологи и студенты учебных заведений в течение последних десятилетий.

## Научные работы
- Полесских М. 1949. Рассказы о древностях Иркутска. — Иркутск. — 60 с.
- Полесских М. Р. 1951—1978. Отчеты об археологических исследованиях в Пензенской области за 1950—1977 гг. — Пенза. — Архив ИА РАН.
- Полесских М. Р. Могильник «армиёвского типа» в Пензенской области // Краткие сообщения Института истории материальной культуры АН СССР. — 1954. — Вып. 55;
- Полесских М. Р., 1956. В недрах времен. — Пенза. — 103 с.
- Полесских М. Р. 1959. Археологические разведки городищ и селищ XIII—XIV вв. // Труды СОМК. — Саратов. — Вып. 2. — С.95-113.
- Полесских М. Р., 1960. Памятники материальной культуры Пензенской области. — Пенза. — 56 с.
- Исследования памятников типа Золотаревского городища // Вопросы этногенеза тюркоязычных народов Среднего Поволжья / Археология и этнография Татарстана. — Казань. — Вып. 1. — С.202-216. Полесских М. Р., 1966а.
- Золотаревское городище XII—XIII вв. // Пленум ИА АН СССР. — М. — С.24. Полесских М. Р., 1970
- Археологические памятники Пензенской области. Путеводитель. — Пенза. — 163 с. Полесских М. Р., 1971
- Исследования по истории, этнографии и археологии Мордовской АССР. — Саранск. — Вып. 30. Полесских М. Р., 1971.
- Исследование памятников типа Золотаревского городища // АЭТ. — Казань. — Вып.1. — С.202-216. Полесских М. Р., 1974
- Новые памятники древнейшей мордвы // Материалы по археологии и этнографии Мордовии. — Саранск. — Вып. 45. Полесских М. Р., 1977
- Древнее население Верхнего Посурья и Примокшанья. — Пенза. — 88 с. Полесских М. Р., 1978
- Находки на Юловском городище // Вопросы древней и средневековой археологии Восточной Европы. — М. Полесских М. Р., 1979
- Армиевский могильник // Археологические памятники мордвы I тыс. н. э. — Саранск. — Вып. 63. Полесских М. Р. 1981
- Полесских М. Р. 1981. О культуре и некоторых ремеслах обулгаризированных буртас // Из истории ранних булгар. — Казань. — С.56-68